# Colobothea punctata
Colobothea punctata là một loài bọ cánh cứng trong họ Cerambycidae.